# ماريان تاكر
ماريان تاكر (بالإنجليزية: Marianne Tucker)‏ هي راكبة الكنو بريطانية، ولدت في 23 أكتوبر 1937.

## وصلات خارجية
- ماريان تاكر على موقع اللجنة الأولمبية الدولية (الإنجليزية)
- ماريان تاكر على موقع أوليمبيديا (الإنجليزية)
- ماريان تاكر على موقع اللجنة الأولمبية البريطانية (الإنجليزية)